# Rúrik Gíslason
Rúrik Gíslason (* 25. února 1988, Reykjavík, Island) je bývalý islandský fotbalový záložník. Mimo Island působil v Belgii, Anglii, Dánsku a Německu.

## Reprezentační kariéra
Rúrik hrál za islandské reprezentační výběry U17, U19 a U21.
Zúčastnil se Mistrovství Evropy hráčů do 21 let 2011 v Dánsku, kde Island obsadil nepostupové třetí místo v základní skupině A.
V A-mužstvu Islandu debutoval 22. 3. 2009 v Kópavoguru v přátelském zápase proti Faerským ostrovům (prohra Islandu 1:2).